# Rovaniemi repülőtér
A Rovaniemi repülőtér (IATA: RVN, ICAO: EFRO) Finnország egyik nemzetközi repülőtere, amely Rovaniemi közelében található. Éves utasforgalma 560 734 fő (2022).

## Futópályák
A repülőtér futópályái:
- 03/21 (3002 m, 60 m, aszfalt)

## Forgalom
Az utasforgalom az elmúlt években az alábbi módon változott:
| Utasok száma | 327 652 | 352 044 | 394 550 | 432 282 | 309 605 | 403 892 | 478 347 | 579 470 | 268 122 | 735 078 |
|              | 1998    | 2001    | 2004    | 2006    | 2009    | 2012    | 2015    | 2017    | 2020    | 2023    |